# Aliana Brodmann E. von Richthofen
Aliana Brodmann E. von Richthofen (* 2. Januar 1949 in München) ist eine deutsch- und englischsprachige Autorin. Sie publiziert unter ihrem Geburtsnamen Aliana (Amalia Anna) Brodmann.
Brodmann E. von Richthofen ist die Tochter jüdischer Holocaust-Überlebender. Sie arbeitete in den Jahren 1967–70 unter anderem als freie Mitarbeiterin für die Kölnische Rundschau, den Kölner Stadtanzeiger und die Neue Rheinzeitung. 1970 legte sie ihr Staatsexamen in Kunst, Englisch und Deutsch an der Pädagogischen Hochschule in Köln ab. Sie emigrierte 1971 in die USA.
Seit den späten siebziger Jahren veröffentlichte sie mehrere Kinder- und Jugendbücher sowie Artikel und Essays in deutschen und US-amerikanischen Zeitungen.
Aliana Brodmann E. von Richthofen war seit den frühen achtziger Jahren Mitglied des P.E.N.-Zentrums deutschsprachiger Autoren im Ausland und neben Erich Wolfgang Skwara als Beirat tätig. Sie war von 2003 bis 2005 die erste Präsidentin dieses P.E.N.-Zentrums.
Sie lebt in Wellesley (Massachusetts), USA. Aus ihrer ersten Ehe mit Elias J. Menkes verwitwet, heiratete sie in zweiter Ehe Alexander Ebermayer von Richthofen, einen von Erich Ebermayer adoptierten Spross des Adelsgeschlechts Richthofen.

## Werke
- Gedichte in der Anthologie Wir Kinder von Marx und Coca-Cola: Gedichte d. Nachgeborenen. Texte von Autoren d. Jahrgänge 1945–1955 aus d. Bundesrepublik, Österreich u. d. Schweiz. Hammer, Wuppertal 1970, ISBN 3-87294-028-7
- Typen. Roman einer Neunzehnjährigen [als Ana Bé]. Melzer, Darmstadt 1970
- Und du bist ab …. Schaffstein, Dortmund 1976, ISBN 3-588-00169-7
- Damit die Welt nicht stumm bleibt. Schaffstein, Dortmund 1980, ISBN 3-588-00056-9
- Die Geschichte von den Feigen, zusammen mit Hans Poppel (Illustrator), Ellermann, München, 1987, ISBN 3-7707-6280-0
- Gedichte in der Anthologie Zehn Takte Weltmusik: e. Lyrik-Anthologie d. PEN-Zentrums Dt.-sprachiger Autoren im Ausland. Bleicher, Gerlingen 1988, ISBN 3-88350-437-8
- Ein wunderlicher Rat, zusammen mit Hans Poppel (Illustrator), Ellermann Verlag, München, 1989, ISBN 3-7707-6304-1
übersetzt ins Englische als Such a noise!, Kane Miller Book Publ., Brooklyn, NY 1989, 1. American ed., ISBN 0-916291-25-1; ebenfalls übersetzt ins Dänische und Spanische
- The Gift, zusammen mit Anthony Carnabuci (Illustrator), Aladdin, ISBN 0-689-82240-5
- Essays in der Anthologie Exil ohne Ende: das PEN-Zentrum deutschsprachiger Autoren im Ausland; Essays, Biographien, Materialien. Bleicher, Gerlingen 1994, ISBN 3-88350-610-9
- Übersetzung ins Englische von E. T. A. Hoffmanns: The Nutcracker. Stewart Tabori & Chang, 2002, ISBN 1-55670-530-1
- Schande, Roman, edition buchhaus loschwitz, Dresden 2021, ISBN 978-3-9823005-7-3